# 柳家三寿
柳家 三寿（やなぎや さんじゅ）は、落語家の名跡。
- 柳家三寿 - 後∶四代目古今亭志ん好
- 柳家三寿 - 本項にて記述。

柳家 三寿（やなぎや さんじゅ、1946年5月23日 - 2020年6月20日）は、宮城県気仙沼市出身の落語家。落語協会所属。本名∶鈴木 猛。出囃子は「東京音頭」。

## 来歴
宮城県気仙沼高等学校、 明治大学法学部卒業。
- 1971年5月 - 5代目柳家小さんに入門。前座名は小二三。柳家小太郎、柳家小よし、柳家小たけとともに前座修行する。
- 1976年7月 - 二つ目に昇進し、さん弥（さん彌）に改名。
- 1986年3月 - 真打に昇進し、三寿に改名。
- 2007年4月 - 足立区議会議員選挙に無所属で立候補したが、1,693票で落選[3][4]。
- 2020年6月20日22時45分 - 虚血性心不全の為、東京都内の病院で死去[1][2][5]。74歳没。

## 著書
- 『落語家、医者に頼らずがんと生きる』祥伝社、2019年6月1日、ISBN 978-4396616915

## 一門弟子
- 柳家寿伴 — 三寿の死後は4代目柳亭市馬門下に移籍し、柳亭市寿に改名。

### アマチュア
- 柳家千寿

柳家 千壽（やなぎや せんじゅ、1962年? - ）は、落語家。東京都渋谷区生まれ、葛飾区育ち。出囃子は「お江戸日本橋」。
- 三笑亭夢楽門下になる。高座名は不明。
- 夢楽から破門され柳家三寿門下へ移籍し、千寿と名乗る。落語協会プロフィールには記載がないため天狗連で活動していると思われる。